# Madison Plaza
Madison Plaza is een wolkenkrabber in Chicago, Verenigde Staten. Het gebouw staat op 200 West Madison Street. De bouw van de kantoortoren begon in 1981 en werd in 1982 voltooid.

## Ontwerp
Madison Plaza is 182,46 meter hoog en telt 44 verdiepingen. Het heeft een oppervlakte van 96.228 vierkante meter en bevat 22 liften. Het gebouw is door Skidmore, Owings and Merrill in modernistische stijl ontworpen en bevat kantoorruimte en een restaurant.
Het plaza van het gebouw bevat "Dawn Shadows", een zwart metalen sculptuur van Louise Nevelson. Delen van de zuidoostelijke hoek zijn weggelaten, zodat daar een zaagtandvormige gevel ontstond. Zodoende bevat iedere verdiepinge, met uitzondering van de top, negen hoekkantoren. Het gebouw is bekleed met wit "Regal Luna Pearl" graniet en zilverkleurig reflecterend glas in beschilderde aluminium frames.
Willis Tower · Trump International Hotel and Tower · Aon Center · John Hancock Center · AT&T Corporate Center · Two Prudential Plaza · 311 South Wacker Drive · Aqua · 900 North Michigan · Water Tower Place · Chase Tower · Park Tower · The Legacy at Millennium Park · 300 North LaSalle · Three First National Plaza · Chicago Title and Trust Center · One Museum Park · Olympia Centre · 330 North Wabash · 111 South Wacker · 181 West Madison · Hyatt Center · One Magnificent Mile · 340 on the Park · 77 West Wacker Drive · UBS Tower · Richard J. Daley Center · 55 East Erie · Lake Point Tower · River East Center · Grand Plaza I · Leo Burnett Building · The Heritage at Millennium Park · NBC Tower · Millennium Centre · Chicago Place · Chicago Board of Trade Building · One Prudential Plaza · CNA Center · Heller International Building · Madison Plaza · 1000 Lake Shore Plaza